# Cecropis badia
A Cecropis badia a verébalakúak (Passeriformes) rendjébe, ezen belül a fecskefélék (Hirundinidae) családjába és a Cecropis nembe tartozó faj. Egyes szerzők a Cecropis striolata alfajának tekintik. 19-20 centiméter hosszú. A Maláj-félszigeten él. Rovarevő.

## Fordítás
- Ez a szócikk részben vagy egészben  a   Rufous-bellied swallow című angol Wikipédia-szócikk fordításán alapul.  Az eredeti cikk szerkesztőit annak laptörténete sorolja fel. Ez a jelzés csupán a megfogalmazás eredetét és a szerzői jogokat jelzi, nem szolgál a cikkben szereplő információk forrásmegjelöléseként.